# Chỉ số độ ẩm địa hình
Chỉ số độ ẩm địa hình (TWI), còn được gọi là chỉ số địa hình hỗn hợp (CTI), là chỉ số độ ẩm trạng thái ổn định. Nó thường được sử dụng để định lượng kiểm soát địa hình đối với các quá trình thủy văn. Chỉ số là một hàm của cả độ dốc và diện tích đóng góp ngược dòng trên mỗi đơn vị chiều rộng vuông góc với hướng dòng chảy. Chỉ số được thiết kế cho các dãy dốc đồi núi. Số tích lũy trong các khu vực bằng phẳng sẽ rất lớn, vì vậy TWI sẽ không phải là một biến có liên quan. Chỉ số này có mối tương quan cao với một số thuộc tính đất như độ sâu tầng đất, tỷ lệ độ bột, hàm lượng chất hữu cơ và phosphor. Các phương pháp tính toán chỉ số này khác nhau chủ yếu ở cách tính diện tích đóng góp ngược dốc.

## Định nghĩa
Chỉ số độ ẩm địa hình được xác định là:
{\displaystyle \ln {a \over \tan b}}
với {\displaystyle a} là diện tích ngược dốc cục bộ tiêu thoát qua một điểm nhất định trên mỗi đơn vị chiều dài của đường đồng mức và {\displaystyle \tan b} là độ dốc cục bộ tính bằng radian. TWI đã được sử dụng để nghiên cứu các hiệu ứng quy mô không gian đối với các quá trình thủy văn. Chỉ số độ ẩm địa hình (TWI) được phát triển bởi Beven và Kirkby trong mô hình dòng chảy TOPMODEL. Chỉ số độ ẩm địa hình không có đơn vị.

## Công dụng
TWI đã được sử dụng để nghiên cứu các hiệu ứng quy mô không gian đối với các quá trình thủy văn và để xác định các đường dòng chảy thủy văn để lập mô hình địa hóa, cũng như để mô tả các quá trình sinh học như sản xuất sơ cấp ròng hàng năm, mô hình thảm thực vật và chất lượng khu rừng.